# Vlado Šola
Vlado Šola (ur. 16 listopada 1968 w Prisoje), były chorwacki piłkarz ręczny, bramkarz. Mistrz olimpijski z Aten.
Karierę sportową zakończył w 2008 roku.
Urodził się w dzisiejszej Bośni i Hercegowiny. Mierzący 196 cm wzrostu zawodnik w ojczyźnie grał w Budućnost Sesvetskog Kraljevca, RK Zagrzeb oraz RK Sisak. W 1996 roku wyjechał do Niemiec, gdzie grał w TSV GWD Minden (1996-1998) oraz SG Willstätt/Schutterwald (1998-2002). Dwa sezony spędził we Francji, by w 2004 roku zostać graczem węgierskiego MKB Veszprém KC. W 2006 roku wrócił do ojczyzny i RK Zagrzeb. Zdobywał z tym klubem tytuły mistrza Chorwacji.
W reprezentacji Chorwacji rozegrał ponad 100 spotkań. Oprócz złota igrzysk olimpijskich wywalczył także złoty (2003) i dwukrotnie srebrny (1995 i 2005) medal mistrzostw świata.
Od marca 2009 roku jest asystentem trenera i dyrektorem sportowym RK Zagrzeb.